# Dansaire de gorja canyella
El dansaire de gorja canyella (Saltator maximus) és una espècie d'ocell passeriforme d'Amèrica Central i del Sud, tradicionalment col·locada dins de la família Cardinalidae, però actualment es debat sobre si està més emparentada amb Thraupidae.
Habita boscos tropicals densos, des del sud de Mèxic fins al Brasil i occident de l'Equador. S'alimenta de fruits, gemmes de plantes, nèctar i insectes.